# Liste von Werwolffilmen und -serien
Die Liste von Werwolffilmen liefert einen chronologischen Überblick über den Werwolf in Film und Fernsehen.
Die kursiv angegebenen Titel sind im deutschsprachigen Raum nicht erschienen.

## Filme
| Jahr | Filmtitel                                              | Land                                       | Regisseur                                                                              | Anmerkung |
| ---- | ------------------------------------------------------ | ------------------------------------------ | -------------------------------------------------------------------------------------- | --- |
| 1913 | The Werewolf                                           | Vereinigte Staaten                         | Henry MacRae                                                                           | Stummfilm, vermutlich der erste Werwolffilm                                                                         |
| 1923 | Le Loup-garou                                          | Frankreich                                 | Pierre Bressol, Jacques Roullet                                                        | Stummfilm |
| 1925 | Wolf Blood: A Tale of the Forest                       | Vereinigte Staaten                         | George Chesebro, Bruce Mitchell                                                        | Stummfilm |
| 1935 | Der Werwolf von London                                 | Vereinigte Staaten                         | Stuart Walker                                                                          | |
| 1941 | Der Wolfsmensch                                        | Vereinigte Staaten                         | George Waggner                                                                         | |
| 1941 | The Mad Monster                                        | Vereinigte Staaten                         | Sam Newfield                                                                           | |
| 1942 | Das unsterbliche Monster                               | Vereinigte Staaten                         | John Brahm                                                                             | |
| 1943 | Frankenstein trifft den Wolfsmenschen                  | Vereinigte Staaten                         | Roy William Neill                                                                      | |
| 1943 | Der Wolf von Malveneur                                 | Frankreich                                 | Guillaume Radot                                                                        | |
| 1944 | Cry of the Werewolf                                    | Vereinigte Staaten                         | Henry Levin                                                                            | |
| 1944 | Frankensteins Haus                                     | Vereinigte Staaten                         | Erle C. Kenton                                                                         | |
| 1944 | Die Rückkehr der Vampire                               | Vereinigte Staaten                         | Lew Landers                                                                            | |
| 1945 | Draculas Haus                                          | Vereinigte Staaten                         | Erle C. Kenton                                                                         | |
| 1946 | Die Werwölfin von London                               | Vereinigte Staaten                         | Jean Yarbrough                                                                         | Kriminalfilm, die „Werwölfin“ stellt sich als Mensch heraus                                                         |
| 1948 | Abbott und Costello treffen Frankenstein               | Vereinigte Staaten                         | Charles Barton                                                                         | Komödie mit Lon Chaney junior als Wolfsmensch                                                                       |
| 1956 | Der Werwolf                                            | Vereinigte Staaten                         | Fred F. Sears                                                                          | |
| 1957 | Der Tod hat schwarze Krallen                           | Vereinigte Staaten                         | Gene Fowler Jr.                                                                        | |
| 1958 | El Castillo des los Monstruous                         | Mexiko                                     | Julián Soler                                                                           | Horrorkomödie mit Werwolf in Nebenrolle                                                                             |
| 1958 | Der Satan mit den tausend Masken                       | Vereinigte Staaten                         | Herbert L. Strock                                                                      | Fortsetzung von Der Tod hat schwarze Krallen                                                                        |
| 1960 | Da lacht die Gänsehaut                                 | Mexiko                                     | Gilberto Martínez Solares                                                              | Werwolf in Nebenrolle                                                                                               |
| 1961 | Der Fluch von Siniestro                                | Vereinigtes Königreich                     | Terence Fisher                                                                         | Verfilmung des Romans The Werewolf of Paris von Guy Endore                                                          |
| 1962 | Bei Vollmond Mord                                      | Italien, Österreich                        | Paolo Heusch                                                                           | |
| 1964 | Face of the Screaming Werewolf                         | Mexiko, Vereinigte Staaten                 | Jerry Warren                                                                           | Zusammenschnitt aus Da lacht die Gänsehaut und La Momia Azteca                                                      |
| 1965 | Dr. Terror’s House of Horror                           | Vereinigtes Königreich                     | Freddie Francis                                                                        | Episodenfilm, Werwolf in Episode 1                                                                                  |
| 1965 | La Loba                                                | Mexiko                                     | Rafael Baledón                                                                         | |
| 1967 | Frankensteins Monster-Party                            | Vereinigte Staaten                         | Jules Bass                                                                             | Puppentrickfilm, Werwolf in Nebenrolle                                                                              |
| 1967 | Galerie des Grauens                                    | Vereinigte Staaten                         | David L. Hewitt                                                                        | |
| 1968 | Die Vampire des Dr. Dracula                            | Spanien                                    | Enrique López Eguiluz                                                                  | Beginn der Filmreihe um den Werwolf Graf Waldemar Daninsky Reihe                                                    |
| 1968 | Noches del Hombre Lobo, Las                            | Spanien                                    | René Govar                                                                             | Waldemar-Daninsky-Reihe                                                                                             |
| 1969 | Dracula und seine Opfer                                | Vereinigte Staaten                         | Al Adamson                                                                             | Werwolf in Nebenrolle                                                                                               |
| 1970 | Dracula jagt Frankenstein                              | Spanien, Deutschland, Italien              | Tulio Demicheli u. a.                                                                  | Werwolf in Nebenrolle, Waldemar-Daninsky-Reihe                                                                      |
| 1970 | Der Todesschrei der Hexen                              | Vereinigtes Königreich                     | Gordon Hessler                                                                         | |
| 1971 | Nacht der Vampire                                      | Spanien                                    | León Klimovsky                                                                         | Waldemar-Daninsky-Reihe                                                                                             |
| 1971 | O Homen Lobo                                           | Italien                                    | Raffaele Rossi                                                                         | |
| 1972 | La Furia del Hombre Lobo                               | Spanien                                    | José María Zabalza                                                                     | Waldemar-Daninsky-Reihe                                                                                             |
| 1972 | Die Nacht der blutigen Wölfe                           | Spanien                                    | León Klimovsky                                                                         | Waldemar-Daninsky-Reihe                                                                                             |
| 1972 | Die Stunde des Wolfs                                   | Vereinigte Staaten                         | Daniel Petrie                                                                          | Fernsehfilm |
| 1973 | The Boy Who Cried Werewolf                             | Vereinigte Staaten                         | Nathan Juran                                                                           | |
| 1973 | Die Todeskralle des grausamen Wolfes                   | Spanien                                    | Carlos Aured                                                                           | Waldemar-Daninsky-Reihe                                                                                             |
| 1973 | Der Werwolf von Washington                             | Vereinigte Staaten                         | Milton Moses Ginsberg                                                                  | [ 2 ] |
| 1974 | Mondblut                                               | Vereinigtes Königreich, Vereinigte Staaten | Paul Annett                                                                            | Literaturverfilmung nach James Blish                                                                                |
| 1974 | Die Bestie                                             | Vereinigte Staaten                         | Larry N. Stouffer                                                                      | Auch Werwolf Massaker und Die Teufels-Bestie, Originaltitel: Horror High                                            |
| 1974 | Scream of the Wolf                                     | Vereinigte Staaten                         | Dan Curtis                                                                             | Fernsehfilm |
| 1975 | Das Biest                                              | Frankreich                                 | Walerian Borowczyk                                                                     | Die Bestie im Film erinnert an einen Werwolf                                                                        |
| 1975 | Die Legende vom Werwolf                                | Vereinigtes Königreich                     | Freddie Francis                                                                        | |
| 1975 | La Maldición de la bestia                              | Spanien                                    | Miguel Iglesias Bonns                                                                  | Waldemar-Daninsky-Reihe                                                                                             |
| 1975 | The Werewolf of Woodstock                              | Vereinigte Staaten                         | John Moffitt                                                                           | Fernsehfilm |
| 1976 | Werewolf Woman                                         | Italien                                    | Rino Di Silvestro                                                                      | Unter diversen Namen erhältlich, unter anderem auch als Blutmond – Terror of the She-Wolf                           |
| 1979 | The Halloween That Almost Wasn’t                       | Vereinigte Staaten                         | Bruce Bilson                                                                           | 30-minütiger Fernsehfilm des Disney Channels                                                                        |
| 1979 | Wolfman                                                | Vereinigte Staaten                         | Worth Keeter                                                                           | |
| 1980 | The Werewolf                                           | Spanien                                    | Jacinto Molina                                                                         | Waldemar-Daninsky-Reihe                                                                                             |
| 1981 | American Werewolf                                      | Vereinigte Staaten                         | John Landis                                                                            | [ 3 ] |
| 1981 | Das Tier                                               | Vereinigte Staaten                         | Joe Dante                                                                              | Literaturverfilmung, erster Teil der Howling-Reihe                                                                  |
| 1981 | Wolfen                                                 | Vereinigte Staaten                         | Michael Wadleigh                                                                       | Literaturverfilmung nach Whitley Strieber                                                                           |
| 1981 | Ein Werwolf beißt sich durch                           | Vereinigte Staaten                         | Larry Cohen                                                                            | |
| 1983 | La Bestia y la Espada Magica                           | Spanien, Japan                             | Jacinto Molina                                                                         | Waldemar-Daninsky-Reihe                                                                                             |
| 1983 | Die Wolfspfote                                         | Sowjetunion                                | Eric Lazis                                                                             | Historienfilm |
| 1984 | Monster Dog                                            | Spanien, Vereinigte Staaten                | Claudio Fragasso                                                                       | |
| 1984 | Die Zeit der Wölfe                                     | Vereinigtes Königreich                     | Neil Jordan                                                                            | basiert auf Kurzgeschichten der Autorin Angela Carter                                                               |
| 1985 | The Adventures of a Two-Minute Werewolf                | Vereinigte Staaten                         | Mark Cullingham                                                                        | 41-minütiger Fernsehfilm                                                                                            |
| 1985 | Das Tier II                                            | Vereinigte Staaten                         | Phillipe Mora                                                                          | Zweiter Teil der Howling-Reihe                                                                                      |
| 1985 | Transylvania 6-5000                                    | Vereinigte Staaten, Jugoslawien            | Rudy De Luca                                                                           | Zeitreisekomödie mit Werwolf in Nebenrolle                                                                          |
| 1985 | Werwolf von Tarker Mills                               | Vereinigte Staaten                         | Daniel Attias                                                                          | basiert auf einer Kurzgeschichte von Stephen King                                                                   |
| 1985 | Teenwolf                                               | Vereinigte Staaten                         | Rod Daniel                                                                             | Teenagerfilm und Filmkomödie                                                                                        |
| 1987 | Monster Busters                                        | Vereinigte Staaten                         | Fred Dekker                                                                            | Mix aus Zeichentrick- und Realfilm mit vielen klassischen Horrorfiguren                                             |
| 1987 | Teenwolf II                                            | Vereinigte Staaten                         | Christopher Leitch                                                                     | Fortsetzung von Teenwolf                                                                                            |
| 1987 | La croce dalle sette pietre                            | Italien                                    | Marco Antonio Andolfi                                                                  | italienisches Low-Budget-Film                                                                                       |
| 1987 | Der Werwolf kehrt zurück                               | Vereinigte Staaten                         | David Hemmings                                                                         | Fernsehfilm zur Fernsehserie Werwolf                                                                                |
| 1987 | Wolfmen                                                | Australien                                 | Phillipe Mora                                                                          | Dritter Teil der Howling-Reihe, australische Beutel-Werwölfe                                                        |
| 1988 | Underground Werewolf                                   | Vereinigte Staaten                         | John Carl Buechler                                                                     | eine Werewolf-Comicfigur wird lebendig                                                                              |
| 1988 | Curse of the Queerwolf                                 | Vereinigte Staaten                         | Mark Pirro                                                                             | Horrorkomödie mit schwulem Touch                                                                                    |
| 1988 | Lone Wolf                                              | Vereinigte Staaten                         | John Callas                                                                            | |
| 1988 | Meine Mutter ist ein Werwolf                           | Vereinigte Staaten                         | Michael Fischa                                                                         | Horrorfilmparodie                                                                                                   |
| 1988 | Scooby-Doo und der widerspenstige Werwolf              | Vereinigte Staaten                         | Jim Ryan                                                                               | Zeichentrickfilm |
| 1989 | Howling V                                              | Vereinigtes Königreich                     | Neal Sundstrom                                                                         | Fünfter Teil der Howling-Reihe                                                                                      |
| 1991 | Final Attack                                           | Vereinigtes Königreich                     | Hope Perello                                                                           | Sechster Teil der Howling-Reihe, Originaltitel: Howling VI: The Freaks                                              |
| 1991 | Anthony III                                            | Vereinigte Staaten                         | Willard Carroll                                                                        | Der Film verbindet den Werwolf-Mythos mit dem Fenriswolf der nordischen Mythologie.                                 |
| 1992 | Mad at the Moon                                        | Vereinigte Staaten                         | Martin Donovan                                                                         | |
| 1993 | Full Eclipse                                           | Vereinigte Staaten                         | Anthony Hickox                                                                         | |
| 1994 | Wolf – Das Tier im Manne                               | Vereinigte Staaten                         | Mike Nichols                                                                           | |
| 1995 | Howling VII                                            | Vereinigte Staaten                         | Clive Turner                                                                           | Siebter Teil der Howling-Reihe                                                                                      |
| 1995 | Metal Beast                                            | Vereinigte Staaten                         | Alessandro De Gaetano                                                                  | |
| 1995 | Shriek of the Lycanthrope                              | Vereinigte Staaten                         | John Schappert                                                                         | |
| 1996 | Licántropo: El asesino de la luna llena                | Spanien                                    | Francisco Rodríguez Gordillo                                                           | Waldemar-Daninsky-Reihe                                                                                             |
| 1996 | Bad Moon                                               | Vereinigte Staaten                         | Eric Red                                                                               | Literaturverfilmung                                                                                                 |
| 1996 | Werewolf                                               | Vereinigte Staaten                         | Tony Zarindast                                                                         | 1998 auch als Episode von Mystery Science Theater 3000                                                              |
| 1996 | Die Wolfsfrau                                          | Vereinigtes Königreich                     | Ben Bolt                                                                               | |
| 1997 | American Werewolf in Paris                             | Vereinigte Staaten                         | Anthony Waller                                                                         | Fortsetzung von American Werewolf                                                                                   |
| 1998 | Sieben Monde                                           | Deutschland                                | Peter Fratzscher                                                                       | Kriminalfilm, Verdacht wird auf einen Werwolf gelenkt                                                               |
| 1998 | The Werewolf Reborn!                                   | Vereinigte Staaten                         | Jeff Burr                                                                              | |
| 1998 | The Wolves of Kromer                                   | Vereinigtes Königreich                     | Will Gould                                                                             | |
| 1999 | Lycanthrope                                            | Vereinigte Staaten                         | Bob Cook                                                                               | |
| 2000 | Alvin and the Chipmunks Meet the Wolfman               | Vereinigte Staaten                         | Kathi Castillo                                                                         | Zeichentrickfilm |
| 2000 | Frankenstein vs. the Werewolf Reborn                   | Vereinigte Staaten                         | Jeff Burr                                                                              | Fortsetzung zu The Werewolf Reborn!                                                                                 |
| 2000 | Ginger Snaps – Das Biest in Dir                        | Kanada                                     | John Fawcett                                                                           | erster Teil einer Trilogie                                                                                          |
| 2001 | Wolfgirl                                               | Kanada                                     | Thom Fitzgerald                                                                        | Fernsehfilm |
| 2001 | Le Pacte des Loups – Pakt der Wölfe                    | Frankreich                                 | Christophe Gans                                                                        | Kinofilm resp. Kriminalfilm, Verdacht wird auf einen Werwolf gelenkt.                                               |
| 2002 | Dog Soldiers                                           | Vereinigtes Königreich                     | Neil Marshall                                                                          | |
| 2002 | Wolves of Wall Street                                  | Vereinigte Staaten                         | David DeCoteau                                                                         | Homoerotischer Horrorfilm                                                                                           |
| 2003 | DarkWolf                                               | Vereinigte Staaten                         | Richard Friedman                                                                       | Direct-to-DVD-Produktion                                                                                            |
| 2003 | Underworld                                             | Vereinigte Staaten                         | Len Wiseman                                                                            | Vampire kämpfen gegen Lykaner; erster Teil einer Tetralogie                                                         |
| 2003 | Werwolf Warrior – Kampf der Dämonen                    | Japan                                      | Tomoo Haraguchi                                                                        | |
| 2004 | Romasanta – Im Schatten des Werwolfs                   | Spanien                                    | Paco Plaza                                                                             | |
| 2004 | Tomb of the Werewolf                                   | Vereinigte Staaten                         | Fred Olen Ray                                                                          | Waldemar-Daninsky-Reihe                                                                                             |
| 2004 | Van Helsing                                            | Vereinigte Staaten                         | Stephen Sommers                                                                        | das Dracula-Thema wird mit Werwolf- und Frankenstein-Motiven vermischt                                              |
| 2004 | Ginger Snaps II – Entfesselt                           | Kanada                                     | Bett Sullivan                                                                          | |
| 2004 | Wild Country                                           | Vereinigtes Königreich                     | Craig Strachan                                                                         | |
| 2004 | Werewolf Warrior 2 – Die Rückkehr                      | Japan                                      | Tomoo Haraguchi                                                                        | Fortsetzung zu Werwolf Warrior – Kampf der Dämonen                                                                  |
| 2004 | Harry Potter und der Gefangene von Askaban             | Vereinigtes Königreich                     | Alfonso Cuarón                                                                         | Literaturverfilmung, dritter Teil der Harry-Potter-Reihe                                                            |
| 2005 | The Beast of Bray Road                                 | Vereinigte Staaten                         | Leigh Scott                                                                            | |
| 2005 | Mexican Werewolf                                       | Vereinigte Staaten                         | Scott Maginnis                                                                         | |
| 2005 | Ginger Snaps III – Der Anfang                          | Kanada                                     | Grant Harvey                                                                           | Prequel zu Ginger Snaps – Das Biest in Dir                                                                          |
| 2005 | Verflucht                                              | Vereinigte Staaten                         | Wes Craven                                                                             | |
| 2006 | Big Bad Wolf                                           | Vereinigte Staaten                         | Lance W. Dreesen                                                                       | |
| 2006 | The Feeding                                            | Vereinigte Staaten                         | Paul Moore                                                                             | Direct-to-DVD-Produktion                                                                                            |
| 2006 | Horrors of War                                         | Vereinigte Staaten                         | Peter John Ross, John Whitney                                                          | Zweiter Weltkrieg als Hintergrund                                                                                   |
| 2006 | Skinwalkers                                            | Kanada                                     | James Isaac                                                                            | |
| 2006 | Underworld: Evolution                                  | Vereinigte Staaten                         | Len Wiseman                                                                            | Fortsetzung zu Underworld                                                                                           |
| 2006 | Werewolf in a Women’s Prison                           | Vereinigte Staaten                         | Jeff Leroy                                                                             | |
| 2007 | Blood and Chocolate                                    | Vereinigte Staaten                         | Katja von Garnier                                                                      | Literaturverfilmung                                                                                                 |
| 2007 | Grindhouse                                             | Vereinigte Staaten                         | Robert Rodriguez, Quentin Tarantino, Rob Zombie, Eli Roth, Edgar Wright, Jason Eisener | Fake-Trailer: Werewolf Women of the SS                                                                              |
| 2007 | Lycan – Angriff der Werwölfe                           | Vereinigte Staaten                         | Gregory C. Parker                                                                      | Direct-to-DVD-Produktion                                                                                            |
| 2008 | Never Cry Werewolf                                     | Kanada                                     | Brenton Spencer                                                                        | Fernsehfilm |
| 2009 | Underworld – Aufstand der Lykaner                      | Vereinigte Staaten                         | Patrick Tatopoulos                                                                     | Prequel von Underworld                                                                                              |
| 2009 | Thor: Der Hammer Gottes                                | Vereinigte Staaten                         | Todor Tschapkanow                                                                      | Fernsehfilm; Wikinger kämpfen gegen Werwölfe                                                                        |
| 2009 | New Moon – Biss zur Mittagsstunde                      | Vereinigte Staaten                         | Chris Weitz                                                                            | Literaturverfilmung, erste Fortsetzung zu Twilight – Biss zum Morgengrauen, ein Charakter entpuppt sich als Werwolf |
| 2010 | Beilight – Bis(s) zum Abendbrot                        | Vereinigte Staaten                         | Jason Friedberg, Aaron Seltzer                                                         | Parodie auf die Twilight-Filme                                                                                      |
| 2010 | Eclipse – Biss zum Abendrot                            | Vereinigte Staaten                         | David Slade                                                                            | Literaturverfilmung, zweite Fortsetzung zu Twilight – Biss zum Morgengrauen; Werwölfe als Todfeinde der Vampire     |
| 2010 | Wolfman                                                | Vereinigte Staaten                         | Joe Johnston                                                                           | Neuverfilmung von Der Wolfsmensch aus dem Jahr 1941                                                                 |
| 2010 | Werwolf wider Willen                                   | Vereinigte Staaten                         | Ercis Bross                                                                            | Fernsehfilm |
| 2010 | Die Nacht der Wölfe                                    | Kanada                                     | Philippe Gargnon                                                                       | |
| 2010 | Dylan Dog                                              | Vereinigte Staaten                         | Kevin Munroe                                                                           | Verfilmung des italienischen Comics Dylan Dog.                                                                      |
| 2011 | Alfie, der kleine Werwolf                              | Niederlande                                | Joram Lürsen                                                                           | Verfilmung einer Romanreihe von Paul van Loon                                                                       |
| 2011 | Blue Moon – Als Werwolf geboren                        | Vereinigte Staaten                         | Joe Nimziki                                                                            | Fortsetzung zu Das Tier, Direct-to-DVD-Produktion                                                                   |
| 2011 | Chillerama                                             | Vereinigte Staaten                         | Tim Sullivan                                                                           | I Was a Teenage Werebear (Teil einer Anthologie)                                                                    |
| 2011 | Game of Werewolves – Die Jagd beginnt                  | Spanien                                    | Juan Martínez Moreno                                                                   | |
| 2011 | Hyenas                                                 | Vereinigte Staaten                         | Eric Weston                                                                            | Verlagerung der Werwolf-Themas auf Hyänen, Direct-to-DVD-Produktion                                                 |
| 2011 | Monster Brawl                                          | Kanada                                     | Jesse T. Cook                                                                          | Der Werwolf als Wrestler gegen andere Horrorgestalten                                                               |
| 2011 | Red Riding Hood – Unter dem Wolfsmond                  | Vereinigte Staaten                         | Catherine Hardwicke                                                                    | |
| 2012 | A Werewolf Boy                                         | Südkorea                                   | Jo Sung-hee                                                                            | |
| 2012 | Strippers vs Werewolves                                | Vereinigtes Königreich                     | Jonathan Glendening                                                                    | |
| 2012 | Underworld: Awakening                                  | Vereinigte Staaten                         | Måns Mårlind, Björn Stein                                                              | |
| 2012 | Werwolf – Das Grauen lebt unter uns                    | Vereinigte Staaten                         | Louis Morneau                                                                          | Direct-to-DVD-Produktion                                                                                            |
| 2013 | Battledogs                                             | Vereinigte Staaten                         | Alexander Yellen                                                                       | Fernsehproduktion                                                                                                   |
| 2013 | She Wolf                                               | Spanien                                    | Tamae Garateguy                                                                        | |
| 2013 | WER                                                    | Vereinigte Staaten                         | William Brent Bell                                                                     | |
| 2014 | When Animals Dream                                     | Dänemark                                   | Jonas Alexander Arnby                                                                  | |
| 2014 | WolfCop                                                | Kanada                                     | Lowell Dean                                                                            | |
| 2014 | Wolves                                                 | Frankreich, Kanada                         | David Hayter                                                                           | |
| 2014 | Late Phases                                            | Vereinigte Staaten                         | Adrián García Bogliano                                                                 | |
| 2015 | Dark Moon Rising                                       | Vereinigte Staaten                         | Jonathan Price                                                                         | |
| 2015 | Howl                                                   | Vereinigte Staaten                         | Paul Hyett                                                                             | |
| 2016 | I Was a Teenage Wereskunk                              | Vereinigte Staaten                         | Neal McLaughlin                                                                        | Parodie mit „Werstinktier“                                                                                          |
| 2016 | Little Dead Rotting Hood – Keine Angst vorm bösen Wolf | Vereinigte Staaten                         | Jarod Cohn                                                                             | |
| 2017 | Gute Manieren (As Boas Maneiras / Good Manners)        | Brasilien, Frankreich                      | Marco Dutra, Juliana Rojas                                                             | |
| 2017 | Another WolfCop                                        | Kanada                                     | Lowell Dean                                                                            | Fortsetzung zu WolfCop                                                                                              |
| 2021 | 100% Wolf                                              | Australien                                 | Alexs Stadermann                                                                       | Animationsfilm |
| 2020 | The Wolf of Snow Hollow                                | Vereinigte Staaten                         | Jim Cummings                                                                           | |
| 2021 | Bloodthirsty                                           | Kanada                                     | Amelia Moses                                                                           | |
| 2021 | Werewolves Within                                      | Vereinigte Staaten                         | Josh Ruben                                                                             | |
| 2021 | Werewolf by Night                                      | Vereinigte Staaten                         | Michael Giacchino                                                                      | |
| 2022 | Wolfkin (Kommunioun)                                   | Luxembourg                                 | Jacques Molitor                                                                        | |
| 2023 | Teen Wolf: The Movie                                   | Vereinigte Staaten                         | Russell Mulcahy                                                                        | Fortsetzung der Serie Teen Wolf                                                                                     |
| 2023 | Viking Wolf                                            | Norwegen                                   | Stig Svendsen                                                                          | Netflix-Film |
| 2024 | Die Werwölfe von Düsterwald                            | Frankreich                                 | François Uzan                                                                          | Netflix-Film basierend auf dem gleichnamigen Gesellschaftsspiel                                                     |
| 2025 | Wolf Man                                               | Vereinigte Staaten                         | Leigh Whannell                                                                         | Neuverfilmung von Der Wolfsmensch aus dem Jahr 1941                                                                 |

## Fernsehserien
Werwölfe werden in vielen Mystery- und Horrorserien eingesetzt. Hier soll nur eine Auflistung von Fernsehserien erfolgen, in denen ein oder mehrere Werwölfe tragende Rollen haben.
| Jahr      | Filmtitel                            | Land                                       | Fernsehsender (EA/DEA)         | Anmerkung |
| --------- | ------------------------------------ | ------------------------------------------ | ------------------------------ | --- |
| 1964–1966 | The Munsters                         | Vereinigte Staaten                         | CBS/Das Erste                  | Der Hauptcharakter Eddie Munster ist ein Werwolf                                                                                                 |
| 1986–1987 | Teenwolf & Co.                       | Australien                                 | CBS/Junior                     | Zeichentrickserie, basierend auf Teenwolf |
| 1988–1991 | Familie Munster                      | Vereinigte Staaten                         | Syndication/RTLplus            | Neuauflage von The Munsters |
| 1987–1988 | Werwolf                              | Vereinigte Staaten                         | Fox/RTL                        | |
| 1990–1991 | She-Wolf of London                   | Vereinigte Staaten, Vereinigtes Königreich |                                | |
| 1997      | House of Frankenstein 1997           | Vereinigte Staaten                         | NBC                            | Miniserie |
| 1997–2003 | Buffy – Im Bann der Dämonen          | Vereinigte Staaten                         | The WB/ProSieben               | ein Werwolf spielt in den Staffeln 3 und 4 eine Hauptrolle und ist als Nebendarsteller in weiteren Staffeln zu sehen                             |
| 1999–2002 | Teenage Werewolf                     | Kanada                                     | YTV/ProSieben                  | Fernsehserie für Kinder und Jugendliche |
| 2000      | Das zehnte Königreich                | Vereinigte Staaten                         | NBC/RTL                        | Miniserie, Fantasy |
| 2001–2002 | Wolf Lake                            | Kanada                                     | CBS/???                        | |
| 2003      | Wolf’s Rain                          | Japan                                      | Fuji TV                        | Anime |
| 2005–2017 | Supernatural                         | USA                                        | The WB                         | Einzelne Folgen mit Werwolf-Thematik |
| 2007–2012 | Sanctuary – Wächter der Kreaturen    | Kanada                                     | Syfy/ProSieben/ATV             | einer der Hauptcharaktere ist werwolfähnlich |
| 2008      | Lobo                                 | Philippinen                                | ABS-CBN                        | Mehrere Haupt- und Nebencharaktere sind Werwölfe                                                                                                 |
| 2008–2013 | Being Human                          | Vereinigtes Königreich                     | BBC Three/ProSieben Fun        | zwei der Hauptcharaktere sind Werwölfe |
| 2008–2014 | True Blood                           | Vereinigte Staaten                         | Home Box Office/13th Street    | ab Staffel 3 spielen Werwölfe eine größere Rolle                                                                                                 |
| 2009–2017 | Vampire Diaries                      | Vereinigte Staaten                         | The CW/Sixx                    | ab Staffel 2 |
| 2010      | Dance in the Vampire Bund            | Japan                                      | AT-X und gleichzeitige weitere | Anime, einer der Hauptcharaktere ist ein Werwolf                                                                                                 |
| 2010      | Imortal                              | Philippinen                                | ABS-CBN                        | Ein Hauptcharakter ist ein Werwolf. Sie verliebt sich in einen Vampir, während Vampire und Werwölfe gegeneinander kämpfen. Sequel zu Lobo (2008) |
| 2010      | The Gates                            | Vereinigte Staaten                         | ABC                            | einer der Hauptcharaktere ist ein Werwolf |
| 2010–2011 | Summer in Transylvania               | Vereinigtes Königreich                     | Nickelodeon                    | einer der Hauptcharaktere ist ein Werwolf |
| 2011–2018 | Once Upon a Time – Es war einmal …   | Vereinigte Staaten                         | ABC                            | eine der Hauptfiguren (Ruby) ist ein Werwolf. Ihre Geschichte wird insbesondere in der ersten und zweiten Staffel erzählt.                       |
| 2011–2014 | Being Human                          | Vereinigte Staaten                         | Syfy/Sixx                      | Remake der gleichnamigen britischen Fernsehserie                                                                                                 |
| 2011      | Becoming Human                       | Vereinigtes Königreich                     | BBC Three                      | eine Hauptcharakterin ist eine Werwölfin |
| 2011–2017 | Teen Wolf                            | Vereinigte Staaten                         | MTV/ATV2                       | zwei der Hauptcharaktere, neben mehreren Nebencharakteren, sind Werwölfe                                                                         |
| 2012      | Wolfpack of Reseda                   | Vereinigte Staaten                         | MySpace                        | |
| 2012–2017 | Wolfblood – Verwandlung bei Vollmond | Vereinigtes Königreich, Deutschland        | CBBC/ZDF                       | „It’s wolfblood not werewolf!“ |
| 2013–2018 | The Originals                        | Vereinigte Staaten                         | The CW/Sixx                    | Eine Hauptcharakterin ist eine Werwölfin, ein Hauptcharakter ist ein Hybrid aus Werwolf und Vampir                                               |
| 2013–2015 | Hemlock Grove                        | Vereinigte Staaten                         | Netflix/Lovefilm               | Zwei Hauptcharaktere sind Werwölfe |
| 2014–2016 | Bitten                               | Kanada                                     | Space                          | Protagonistin ist ein Werwolf |
| 2014–2016 | Penny Dreadful                       | Vereinigte Staaten                         | Showtime                       | Eine Hauptfigur ist ein Werwolf |
| 2016–2019 | Shadowhunters                        | Vereinigte Staaten                         | Freeform/Netflix               | Zwei Hauptcharakter (Luke und Maia) sowie mehrere Nebencharaktere sind Werwölfe                                                                  |
| 2019–2020 | The Order                            | Vereinigte Staaten                         | Netflix                        | es geht auch um einen Untergrundkampf von Werwölfen                                                                                              |
| 2022-     | Wolf Like Me                         | Australien                                 | Stan.                          | Protagonistin ist ein Werwolf |
| 2023      | Wolf Pack                            | Vereinigte Staaten                         | Paramount+                     | Protagonisten werden nach Biss zu Werwölfen, basierend auf gleichnamigen Buch                                                                    |

## Sonstiges
Rob Zombie inszenierte 2007 mit Werewolf Women of the SS einen Trailer zu einem gleichnamigen fiktiven Film, der sich als Parodie auf den Naziploitation-Film Ilsa, She Wolf of the SS versteht. In dem Trailer werden von den Nazis gezüchtete Frauen gezeigt, die sich in Werwölfe verwandeln können. Die Produktion ist Teil einer ganzen Reihe fiktiver Trailer, die für den Double-Feature-Film Grindhouse gedreht wurden. Als Schauspieler tritt unter anderem Nicolas Cage als Dr. Fu Man Chu in Erscheinung.